# Frenderup (Sønder Dalby Sogn)
 For alternative betydninger, se Frenderup. (Se også artikler, som begynder med Frenderup)
Frenderup er en bebyggelse på Sydsjælland i Sønder Dalby Sogn under Faxe Kommune. Bebyggelsen ligger et par kilometer sydøst for Dalby.
Landsbyen nævnes 1423 (Frendorp) og blev udskiftet i 1793. I 1664 havde byen 1 hus samt 6 gårde, der alle hørte til Egedegård.
I Frederup ligger eller lå gårdene: Ellebogård (brændt 1759, men genopført), Skovgård, Kringelkær, Kildeholm og Birkelygård.